# ایندیانا جونز و گردونه سرنوشت
ایندیانا جونز و گردونهٔ سرنوشت (انگلیسی: Indiana Jones and the Dial of Destiny) فیلم ماجراجویی اکشن آمریکایی محصول ۲۰۲۳ به کارگردانی جیمز منگولد و نویسندگی مشترک منگولد، جز باترورث، جان-هنری باترورث و دیوید کپ است. این فیلم به‌وسیلهٔ والت دیزنی پیکچرز و لوکاس‌فیلم تولید و از سوی استودیو سینمایی والت دیزنی توزیع شد، و نیز دنباله‌ای بر ایندیانا جونز و قلمرو جمجمه بلورین (۲۰۰۸) و پنجمین و آخرین قسمت در مجموعهٔ ایندیانا جونز به‌شمار می‌رود. هریسون فورد، جان ریس-دیویس و کارن آلن به‌ترتیب نقش‌های ایندیانا جونز، صلاح و ماریون ریون‌وود را بازآفرینی می‌کنند. اعضای بازیگران جدید شامل فیبی والر-بریج، آنتونیو باندراس، توبی جونز، بوید هالبروک، ایتان ایزیدور و مس میکلسن می‌شوند. داستان فیلم در سال ۱۹۶۹ جریان دارد؛ ایندی و دخترخوانده‌اش هلنا در تلاش برای یافتن یک دست‌ساختهٔ قدرتمند هستند، پیش از آنکه دانشمند نازی منتقل‌شده به ناسا که قصد دارد از آن برای تغییر نتیجهٔ جنگ جهانی دوم استفاده کند، آن را پیدا کند.
گردانهٔ سرنوشت تنها فیلم این مجموعه است که به‌دست استیون اسپیلبرگ کارگردانی نشده‌است و جرج لوکاس نیز در داستان آن نقشی ندارد. در عوض، هم اسپیلبرگ و هم لوکاس از تهیه‌کنندگان اجرایی فیلم هستند. همچنین نخستین فیلم از این مجموعه است که به‌وسیلهٔ پارامونت پیکچرز توزیع نشده‌است، زیرا دیزنی در سال ۲۰۱۲ لوکاس‌فیلم را خریداری کرد و مالیک انتشار دنباله‌های بعدی را به‌دست‌آورد؛ با این حال، طبق غرامت قرارداد مذکور، پارامونت حقوق توزیع چهار فیلم نخست و اعتبار غیراجرایی باقی‌مانده را حفظ کرد.
برنامه‌ریزی ساخت پنجمین فیلم ایندیانا جونز به اواخر دههٔ ۱۹۷۰ برمی گردد که قراردادی با پارامونت برای چهار دنبالهٔ مهاجمان صندوق گمشده (۱۹۸۱) منعقد شد. در سال ۲۰۰۸، لوکاس در رابطه با پتانسل طرح داستانی این فیلم تحقیق کرد، اما توسعه این پروژه سال‌ها متوقف شد. او در سال ۲۰۱۲ از ریاست شرکت لوکاس‌فیلم کناره‌گیری کرد و این پروژه را به رئیس شرکت، کاتلین کندی، واگذار کرد. در ساخت پنجمین فیلم همچنان پیش‌بردی وجود نداشت و در همین حین این شرکت روی سه‌گانهٔ دنبالهٔ جنگ ستارگان کار می‌کرد. دیوید کپ در سال ۲۰۱۶ برای نوشتن پنجمین فیلم استخدام شد و تاریخ انتشار فیلم برای سال ۲۰۱۹ تعیین شد. توسعهٔ این پروژه چندین بار به دلیل بازنویسی فیلم‌نامه به تأخیر افتاد. جاناتان کاسدان در سال ۲۰۱۸ به عنوان جایگزین دیوید کپ استخدام شد و کپ دوباره در سال ۲۰۱۹ روی فیلم‌نامه کار می‌کرد و سپس پروژه را ترک کرد. قرار بود اسپیلبرگ فیلم را کارگردانی کند اما در سال ۲۰۲۰ از سمت خود کناره‌گیری کرد و منگولد برای کارگردانی فیلم انتخاب شد. مراحل فیلم‌برداری در ژوئن ۲۰۲۱ در مکان‌های مختلف مانند بریتانیا، ایتالیا و مراکش آغاز شد و در فوریهٔ ۲۰۲۲ به اتمام رسید. جان ویلیامز برای آهنگسازی این قسمت بازگشت.
ایندیانا جونز و گردانهٔ سرنوشت در ۱۸ مهٔ ۲۰۲۳ در بخش خارج از رقابت جشنواره فیلم کن به نمایش درآمد و در ۳۰ ژوئن به‌وسیلهٔ استودیو سینمایی والت دیزنی در سینمای ایالات متحده منتشر شد. این فیلم نقدهای نه چندان خوبی از سوی منتقدان گرفت و بیش از ۳۸۰ میلیون دلار در جهان فروش داشته که به‌علت فقدان مقبولیت گسترده برای تماشاگران و بودجهٔ بالایش، یک بمب گیشه قلمداد می‌شود. این فیلم منجر به ضرر ۱۰۰ میلیون دلاری برای دیزنی شد.

## داستان
در سال ۱۹۴۴، ایندیانا جونز و باستان‌شناس دانشگاه آکسفورد، بازیل شاو، در حال جستجوی نیزهٔ لانگینوس از قلعه‌ای در کوه‌های آلپ فرانسه هستند اما این دو توسط نازی‌ها دستگیر می‌شوند. یورگن فوله، اخترفیزیک‌دان، به مافوق خود اطلاع می‌دهد که نیزه جعلی است اما نیمی از گردانهٔ ارشمیدس، نوعی سازوکار آنتیکیترا ساخته‌شده توسط ریاضی‌دان باستانی اهل سیراکوز، یعنی ارشمیدس را پیدا کرده‌است که شکاف‌های زمانی را آشکار می‌کند و امکان سفر در زمان را فراهم می‌سازند. ایندی وارد قطاری پر از آثار باستانی غارت‌شده می‌شود و بازیل را آزاد می‌کند. او قطعه‌ای از گردانه را به دست می‌آورد و قبل از اینکه متفقین ریل را خراب کند، از قطار به پایین می‌پرند.
در سال ۱۹۶۹، ایندی سالخورده در حال بازنشستگی از کالج هانتر نیویورک است. ماریون اخیراً او را ترک کرده و به‌دلیل افسردگی ایندی پس از مرگ پسرشان موت در جنگ ویتنام، درخواست جدایی بدون طلاق داده‌است. دخترخواندهٔ ایندی، باستان‌شناس هلنا شاو، به‌طور غیرمنتظره از او بازدید می‌کند و ادعا می‌کند که می‌خواهد در مورد گردانه تحقیق کند. ایندی هشدار می‌دهد که پدر فقیدش، بازیل، پیش از اینکه گردانه را به ایندی واگذار کند تا آن را از بین ببرد، وسواس زیادی به‌منظور مطالعه روی آن پیدا کرد. اما ایندی گردانه را نابود نکرد.
هنگامی که که ایندی و هلنا گردانهٔ نیمه را از بایگانی کالج خارج می‌کنند، همدستان فوله (که اکنون تحت نام «دکتر اشمیت» برای ناسا کار می‌کند) با کمک سی‌آی‌ای به آن‌ها حمله می‌کنند. هلنا که مشخص می‌شوند قاچاقچی عتیقه است، با گردانه فرار می‌کند تا آن را در بازار سیاه به حراج بگذارد. ایندی به‌عنوان قاتل دو همکارش در کالج شناخته می‌شود و مجبور است در میان رژهٔ مردم برای فرود بر روی ماهِ آپولو ۱۱ که سپس تبدیل به اعتراضات ضد جنگ می‌شود، فرار کند. او جویای دوست قدیمی خود، صلاح می‌شود که اکنون رانندهٔ تاکسی در نیویورک است.
صلاح حدس می‌زند که هلنا احتمالاً گردانه را در طنجه به حراج می‌گذارد، سپس به ایندی کمک می‌کند از کشور فرار کند. در هتل طنجه، ایندی حراج خصوصی غیرقانونی هلنا را مختل می‌کند، اما فوله و سرسپردگانش می‌رسند و گردانه را می‌دزدند. ایندی، هلنا و همکار نوجوانش تدی کومار آن‌ها را با یک اتوریکشا در خیابان تعقیب می‌کنند. سی‌آی‌ای پس از اینکه دولت ایالات متحده درخواست فوله را به دلیل سرکشی رد کرد، وی را رهگیری می‌کند، اما پیروان فوله مأموران سی‌آی‌ای را می‌کشند و هلی‌کوپتر آنها را می‌دزدند.
ایندی، هلنا و تدی به یونان می‌آیند و فوله نیز آن‌ها را تعقیب می‌کند. و با کمک دوست قدیمی ایندی، آن‌ها به کشتی غرق‌شده در دریای اژه می‌رسند و لوح ترسیمی حاوی مسیرهایی به نیمه دیگر گردانه را بازیابی می‌کنند. فوله از راه می‌رسد و دوست ایندی را می‌کشد. گروه ایندی فرار می‌کنند و به سیسیل می‌روند که توسط فوله تعقیب می‌شوند.
داخل غار گوش دیونیسوس، ایندی و هلنا مقبرهٔ ارشمیدس، نیمهٔ دوم گردانه و ساعت مچی قرن بیستم روی بازوی اسکلتی ارشمیدس را پیدا کردند. فوله ظاهر می‌شود و ایندی را اسیر و زخمی می‌کند. هلنا و تدی فرار و فوله را تعقیب می‌کنند. پس از دوباره سرهم کردن گردانه، فوله برنامه‌های خود برای سفر در زمان به سال ۱۹۳۹ برای ترور آدولف هیتلر و کمک به رهبری آلمان نازی به‌منظور پیروزی در جنگ جهانی دوم را فاش می‌کند. در فرودگاه، فوله گردانه را فعال می‌کند و یک شکاف زمانی را در آسمان ردیابی می‌کند. ایندی در هواپیمای دزدیده‌شدهٔ فوله اسیر می‌شود در حالی که هلنا از طریق ارابهٔ فرود به‌صورت پنهانی وارد هواپیما می‌شود. تدی در هواپیمای دیگر آنها را تعقیب می‌کند.
ایندی در حین نزدیک شدن به شکاف متوجه می‌شود که رانش قاره می‌تواند مختصات خط زمانی را تغییر دهد. به جای سال ۱۹۳۹، این گروه به محاصره سیراکوز در سال ۲۱۲ پیش از میلاد می‌رسد. ارتش‌های درگیر جنگ هواپیمای فوله را با این تصور که یک اژدها است سرنگون می‌کنند. ایندی و هلنا درست قبل از سقوط هواپیما با چتر بیرون می‌آیند و همه سرنشینان آن کشته می‌شوند و تدی به سلامت فرود می‌آید. ارشمیدس جسد و ساعت مچی فوله را در لاشه س هواپیما پیدا می‌کند. او به ایندی گردانه را می‌دهد اما ساعت را نگه می‌دارد. ایندی و هلنا پی می‌برند که ارشمیدس گردانه را ایجاد کرد تا کاربران را (از طریق شکاف‌هایی که تنها به ۲۱۲ سال قبل از میلاد منتهی می‌شود) از آینده بیاورد. وقتی شکاف آسمان شروع به فروپاشی می‌کند، ایندی می‌خواهد کنار ارشمیدس بماند و احساس می‌کند چیزی در زندگی ندارد. هلنا از ترس پارادوکس زمان، ایندی را بی‌هوش می‌کند و او را با خود به زندگی امروزی می‌آورد.
ایندی در حال بهبودی در آپارتمان امروزی خود بیدار می‌شود. هلنا، تدی، صلاح و ماریون نیز آنجا هستند. ماریون و ایندی دوباره کنار هم زندگی می‌کنند.

## بازیگران
- هریسون فورد در نقش دکتر هنری «ایندیانا» جونز جونیور، باستان‌شناس جهانگرد مشهور و استاد کالج.[۱۳]
  - آنتونی اینگروبر در نقش ایندیانا جونز جوان‌تر (۱۹۴۴). اینگروبر نسخه‌ای جوان‌تر از شخصیت فورد، یعنی ویلیام جونز را در روزگار آدلین (۲۰۱۵) به تصویر کشیده بود.[۱۴] اینگروبر همچنین نقش مهمان هتل شرکت‌کننده در حراجی هلنا را بازی کرد.
- فیبی والر-بریج در نقش هلنا شاو،[۱۵] دخترخوانده ایندی.[۱۳] او دختِر دوست و همکار قدیمی ایندی، بازیل شاو است.[۱۳] هالی لاوتون نقش هلنای جوان را بازی کرد.
- مس میکلسن در نقش یورگن فوله،[۱۶] دانشمند و اخترفیزیک‌دان آلمانی[۱۷] و نازیِ «سابق» طی جنگ جهانی دوم که توسط ناسا تحت نام «دکتر اشمیت» برای اجرای برنامه فضایی آپولو استخدام شده‌است.[۱۸]
- آنتونیو باندراس در نقش رنالدو،[۱۹] یکی از دوستان قدیمی ایندی که به‌عنوان غواص ماهر کار می‌کند.[۲۰]
- جان ریس-دیویس در نقش صلاح، دوست قدیمی ایندی که در یافتن تابوت عهد در سال ۱۹۳۶ و جام مقدس در سال ۱۹۳۸ کمک کرد. صلاح و خانواده‌اش از آن زمان با کمک ایندی به شهر نیویورک مهاجرت کردند. او اکنون رانندهٔ تاکسی کار است.
- توبی جونز در نقش بازیل شاو، استاد باستان‌شناسی آکسفورد، متحد ایندی از روزهایش در جنگ جهانی دوم، و پدر هلنا، که به گردانه وسواس داشت.[۲۱]
- بوید هالبروک در نقش کلابر، دست راست خشونت‌طلب و شرور فوله در سال ۱۹۶۹.[۲۲]
- ایتان ایزیدور در نقش تدی کومار، همراه جوان مراکشی هلنا در طنجه.[۲۳]
- کارن آلن در نقش ماریون ریون‌وود، همسر جداشدهٔ ایندی، که در یافتن تابوت عهد در سال ۱۹۳۶ و جمجمه کریستالی در سال ۱۹۵۷ کمک کرد.[۲۴]
- شانت رنه ویلسون در نقش مأمور میسون، یک مأمور سیا که برای فوله کار می‌کند.
- توماس کرچمان در نقش سرهنگ وبر، نازی که فولهدر سال ۱۹۴۴ برای او کار می‌کند[۱۶]
- اولیویه ریشترز در نقش هاوکه،[۲۴] سرسپردهٔ فوله.[۲۵][۲۶]
- مارک کیلین در نقش پونتیموس، سربازی از ۲۱۲ پیش از میلاد طی محاصره سیراکوز[۲۶]
- ناصر معمارضیا در نقش ارشمیدس، دانشمندی برجسته از ۲۱۲ پیش از میلاد و مخترع آنتیکیترا («گردانهٔ سرنوشت»)
- مارتین مک‌دوگال در نقش دورکین، مأمور سیا که با فوله کار می‌کند.
- علاء صافی در نقش عزیز رحیم، پسر یک اوباش مراکشی که قبلاً نامزد هلنا شاو بود.

از تصاویر شان کانری و شایا لباف برای نمایش شخصیت‌های مربوط به آخرین جنگ صلیبی و قلمرو جمجمه بلورین استفاده شد: این دو به‌ترتیب نقش هنری جونز پدر و مات ویلیامز را داشتند.

## بازخورد

#### گیشه
تا ۲ سپتامبر ۲۰۲۳،  ایندیانا جونز و گردانهٔ سرنوشت ۱۷۴٫۳ میلیون دلار در ایالات متحده و کانادا و نیز ۲۰۶٫۹ میلیون دلار در سایر کشورها فروش داشته‌است که فروش جهانی آن در کل به ۳۸۱٫۲ میلیون دلار رسیده‌است. این فیلم به‌علت هزینهٔ ساخت و بودجهٔ بازاریابی بالا، یک بمب گیشه قلمداد می‌شود. طبق ارزیابی کلایدر، این فیلم باید حدود ۶۰۰ میلیون دلار فروش داشته باشد تا بی سود و زیان باشد و به ۸۰۰ میلیون دلار فروش نیاز دارد تا فیلمی موفق محسوب شود. در اوت ۲۰۲۳، ورایتی گزارش داد که این فیلم ۱۰۰ میلیون دلار برای دیزنی ضرر داشت، و یکی از بزرگ‌ترین شکست‌های تجاری دیزنی از زمان جان کارتر (۲۰۱۲) به‌شمار می‌رود.

### منتقدان
در وبگاه جمع‌آوری نقد راتن تومیتوز، ٪۶۹ از ۴۰۰ بررسی منتقدان مثبت است، و میانگینِ امتیاز آن ۶٫۴/۱۰ است. اجماع این وبگاه چنین می‌نویسد: «این فیلم به‌اندازهٔ ماجراجویی‌های اولیه، مهیج نیست اما شور نوستالژیک دیدن دوباره هریسون فوردِ بازگشته به اکشن کمک می‌کند تا ایندیانا جونز و گردانهٔ سرنوشت چند قطعهٔ نهایی از گنجینهٔ سینمایی را پیدا کنند.» این فیلم در متاکریتیک که از میانگین وزنی استفاده می‌کند، بر اساس نظر ۶۵ منتقدین امتیاز ۵۸ از ۱۰۰ را کسب کرده که نشان‌گر «نقدهای مختلط یا متوسط» است. تماشاگران شرکت‌کننده در نظرسنجی سینماسکور، به این فیلم نمرهٔ «B+» در مقیاس «A+» تا «F» دادند، در حالی که نظرسنجی‌های پست‌ترک گزارش داد که ۷۹ درصد از مردم دیدگاه مثبتی به فیلم داشته و ۵۹ درصد گفته‌اند قطعاً آن را توصیه می‌کنند.

## آینده
مدیر عامل دیزنی باب ایگر در سال ۲۰۱۶ گفت که آینده این فرنچایز با فورد نامعلوم است، اما فیلم پنجم آخرین قسمت این فرانچایز نخواهد بود. در سال ۲۰۲۲، کندی مجدداً اظهارات قبلی را تأیید کرد که نقش فورد در نقش ایندیانا جونز دوباره ساخته نخواهد شد، در حالی که فورد تأیید کرد که پنجمین فیلم آخرین فیلم او در این مجموعه خواهد بود. در نوامبر آن سال، دیزنی گزینه‌های متعددی را برای ادامه این فرنچایز در نظر گرفت، از جمله فیلم‌های اضافی یا یک سریال تلویزیونی برای دیزنی پلاس. در مارس ۲۰۲۳، لوکاس فیلم گزارش شد که یک سریال پیش‌درآمد برنامه‌ریزی شده ایندیانا جونز را برای تمرکز بر فرانچایز جنگ ستارگان لغو کرده‌است، این دومین سری پیش‌درآمد پس از (تواریخ ایندیانا جونز جوان) بود. دیزنی ماه بعد تأیید کرد که این فیلم در واقع آخرین فیلم در این فرنچایز خواهد بود.